# Горянівське
Горя́нівське — село в Україні, в Обухівській селищній громаді Дніпровського району Дніпропетровської області. Населення за переписом 2001 року становить 1 443 особи.

## Географія
Село Горянівське розміщене на відстані 0,5 км від села Орільське і за 1 км від селища Обухівка. У селі кілька озер, залишки старого річища річки Оріль. Поруч проходять автомобільні дороги Т 0404 і Н31 і залізниця, станція Балівка.

## Історія
1989 року за переписом тут проживало приблизно 1400 осіб.

## Населення

### Мова
Розподіл населення за рідною мовою за даними перепису 2001 року:
| Мова            | Кількість | Відсоток |
| --------------- | --------- | -------- |
| українська      | 1253      | 86.83%   |
| російська       | 120       | 8.31%    |
| ромська         | 58        | 4.02%    |
| білоруська      | 6         | 0.42%    |
| румунська       | 3         | 0.21%    |
| вірменська      | 1         | 0.07%    |
| німецька        | 1         | 0.07%    |
| інші/не вказали | 1         | 0.07%    |
| Усього          | 1443      | 100%     |

## Економіка
- Птахо-товарна ферма.
- ТОВ «Агросільпром» (виробництво олії та інших іншої продукції).

## Об'єкти соціальної сфери
- Школа.

## Галерея

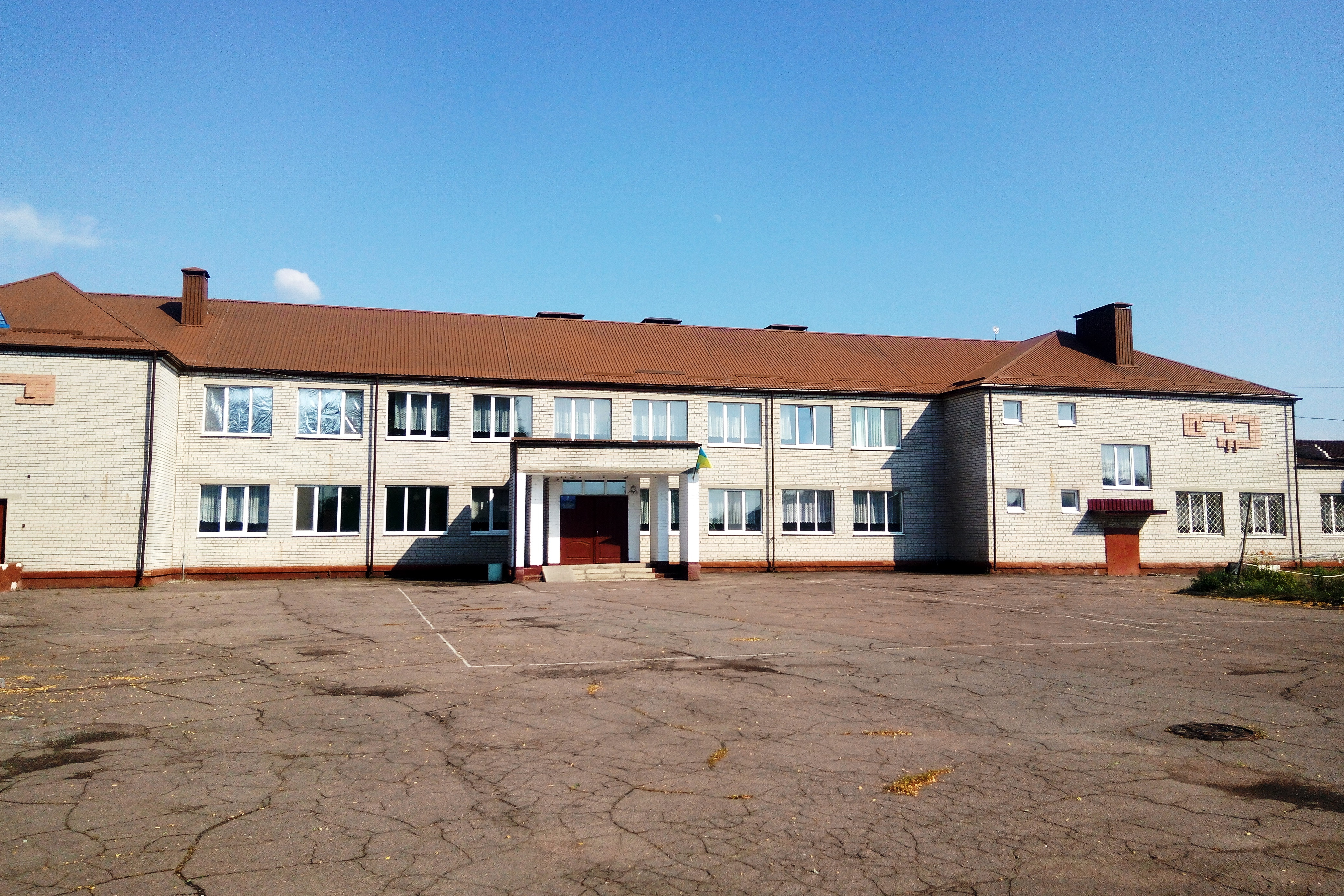
Середня загальноосвітня школа
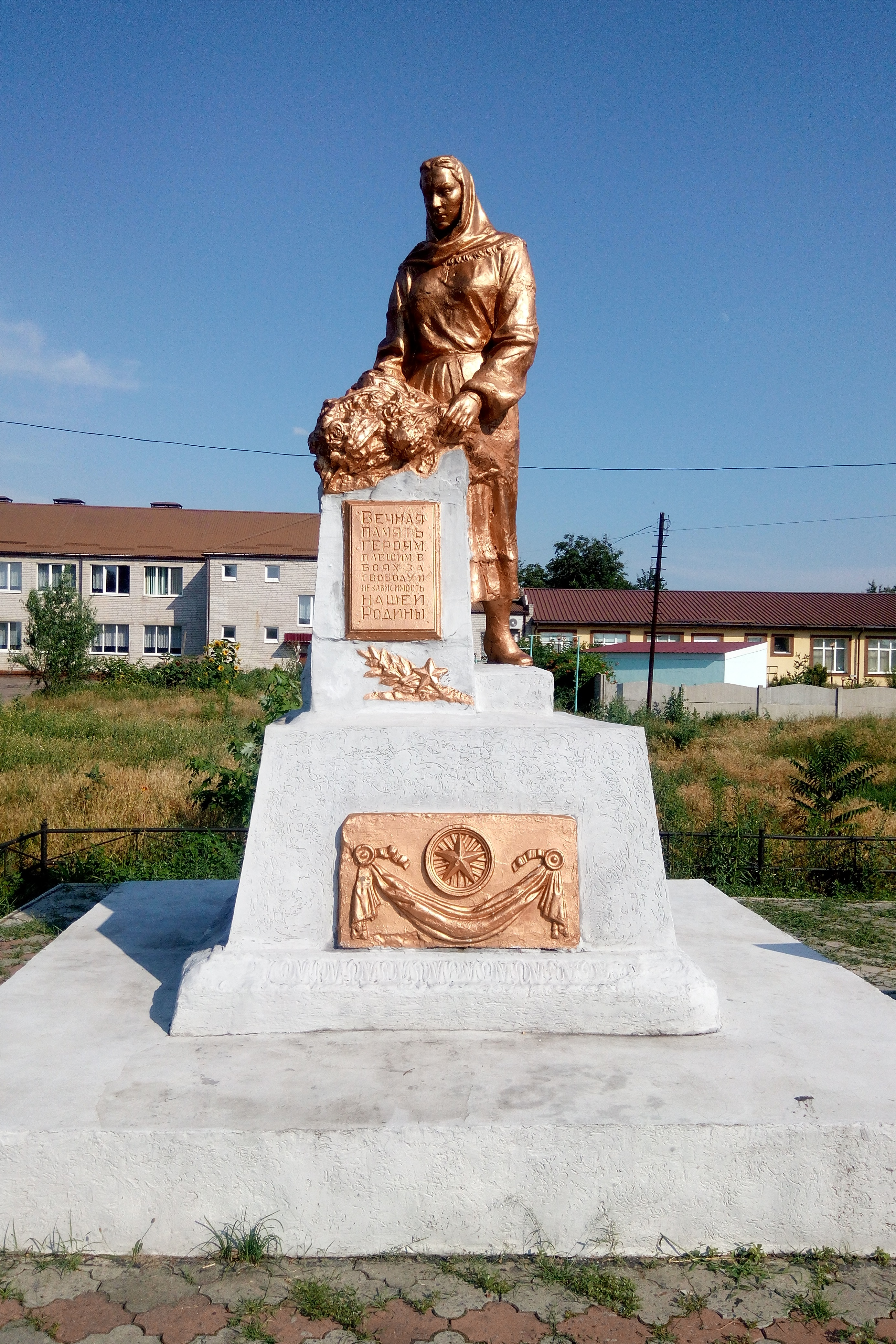
Військовий меморіал